# Baliomorpha banksi
Baliomorpha banksi là một loài Trichoptera trong họ Hydropsychidae. Chúng phân bố ở miền Australasia.